# جوزو استانیک
جوزو استانیک (انگلیسی: Jozo Stanić؛ زادهٔ ۶ آوریل ۱۹۹۹) بازیکن فوتبال اهل آلمان است.
از باشگاه‌هایی که در آن بازی کرده‌است می‌توان به باشگاه فوتبال آگسبورگ اشاره کرد.
وی همچنین در تیم‌های ملی فوتبال Germany national under-16 football team و Croatia national under-19 football team بازی کرده‌است.